# 馬丁·古爾德

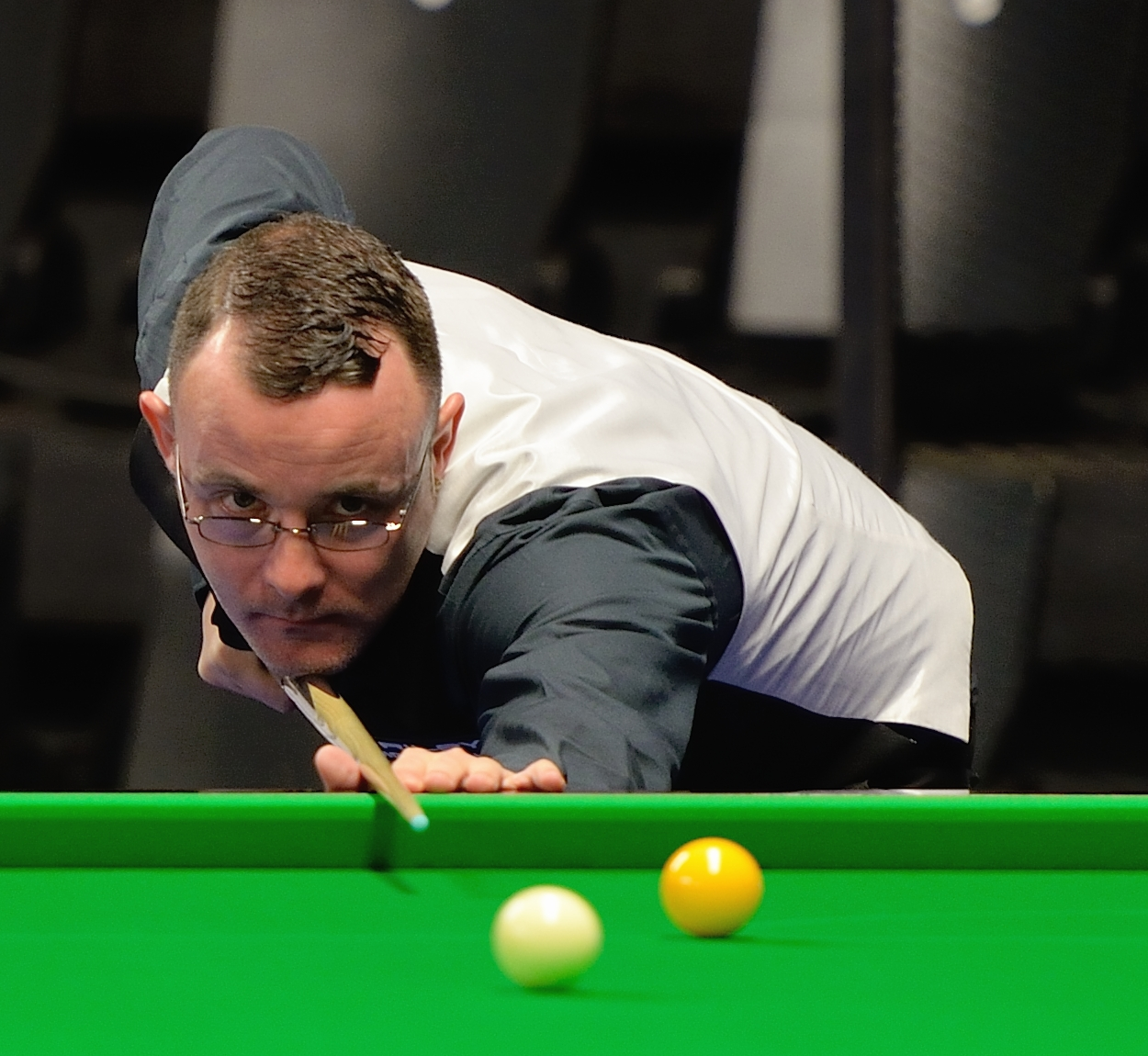
馬丁·古爾德

馬丁·古爾德（英語：Martin Gould，1981年9月14日—），是英格蘭職業司諾克選手，來自倫敦哈羅區的平納。他曾進入在次個排名決賽，並贏得其中一次冠軍，也就是2016年德國大師賽。

## 生涯決賽

### 排名賽決賽：3次（1次冠軍，2次亞軍）
| 結果 | 次數 | 年度 | 賽事               | 決賽對手      | 比數 |
| 亞軍 | 1.   | 2011 | 球員巡迴錦標賽決賽 | 肖恩·墨菲     | 0–4  |
| 亞軍 | 2.   | 2015 | 澳大利亞金礦公開賽 | 約翰·希金斯   | 8–9  |
| 冠軍 | 1.   | 2016 | 德國大師賽         | 路卡·布里塞爾 | 9–5  |